# Кани-Кели
Кани-Кели (фр. Kani-Keli) — деревня в районе Буэни заморского департамента Франции Майотта.
Деревня находится в южной части острова Майотта, на северо-восточном берегу залива Кени. Ближайший населённый пункт — деревня Буэни (около 6 км).
По данным переписи 1997 года, население деревни составляло 4336 человек. В 2007 году оно выросло до 4527 человек.